# (99907) 1989 VA
(99907) 1989 VA est un astéroïde Aton  qui s'approche fréquemment de la Terre. Il fut découvert le 2 novembre 1989 par Carolyn S. Shoemaker, Eugene M. Shoemaker et David H. Levy grâce au télescope Schmidt de 46 cm de l'observatoire Palomar. Ce fut le huitième Aton découvert.

## Astéroïde à records
1989 VA avait à l'époque le plus faible demi-grand axe (0,729 ua, à peu près identique à celui de Vénus), battant ainsi le record que (2100) Ra-Shalom détenait depuis plus de dix ans (0,832 ua). Il resta l'astéroïde de plus faible demi-grand axe pendant 5 ans jusqu'à la découverte de 1994 GL (0,684 ua), qui fut le premier astéroïde découvert passant plus près du Soleil que Vénus.
Il est également le premier astéroïde découvert dans la zone d'influence de Vénus : il évolue suffisamment près de cette planète pour qu'elle le capture dans une relation co-orbitale. Bien que ce ne soit pas le cas actuellement, cela pourrait le devenir bientôt ou avoir été le cas dans le passé. Actuellement, le seul astéroïde co-orbitant avec Vénus est (524522) 2002 VE68. Avec ses 800 m de diamètre, 1989 VA est le plus grand des six astéroïdes connus dans la zone d'influence de Vénus.
Son excentricité lui fait croiser les orbites de la Terre et de Mercure. Il détint brièvement le record d'excentricité, détrônant (3753) Cruithne (0,516) avant d'être battu par (162004) 1991 VE (id) (0,664).
Enfin, 1989 VA fut à l'époque le premier astéroïde dont le périhélie de 0,295 ua était plus proche du Soleil que Mercure. L'objet de plus faible périhélie était alors (2340) Hathor, le deuxième Aten découvert en 1976, s'approchant à 0,467 ua, sensiblement égal à l'aphélie de Mercure. 1989 VA fut plus tard battu sur ce critère par (66063) 1998 RO1 à 0,277 ua.

## Passages à proximité de la Terre
L'excentricité de l'orbite de l'astéroïde lui fait approcher la Terre à une distance de 0,15 à 0,20 ua tous les 3 à 5 ans aux alentours d'octobre-novembre. Il fut découvert en 1989 alors qu'il passait à 0,17 ua. De nouvelles observations furent faites en octobre 2002 et novembre 2007.